# Ty Warner Sea Center

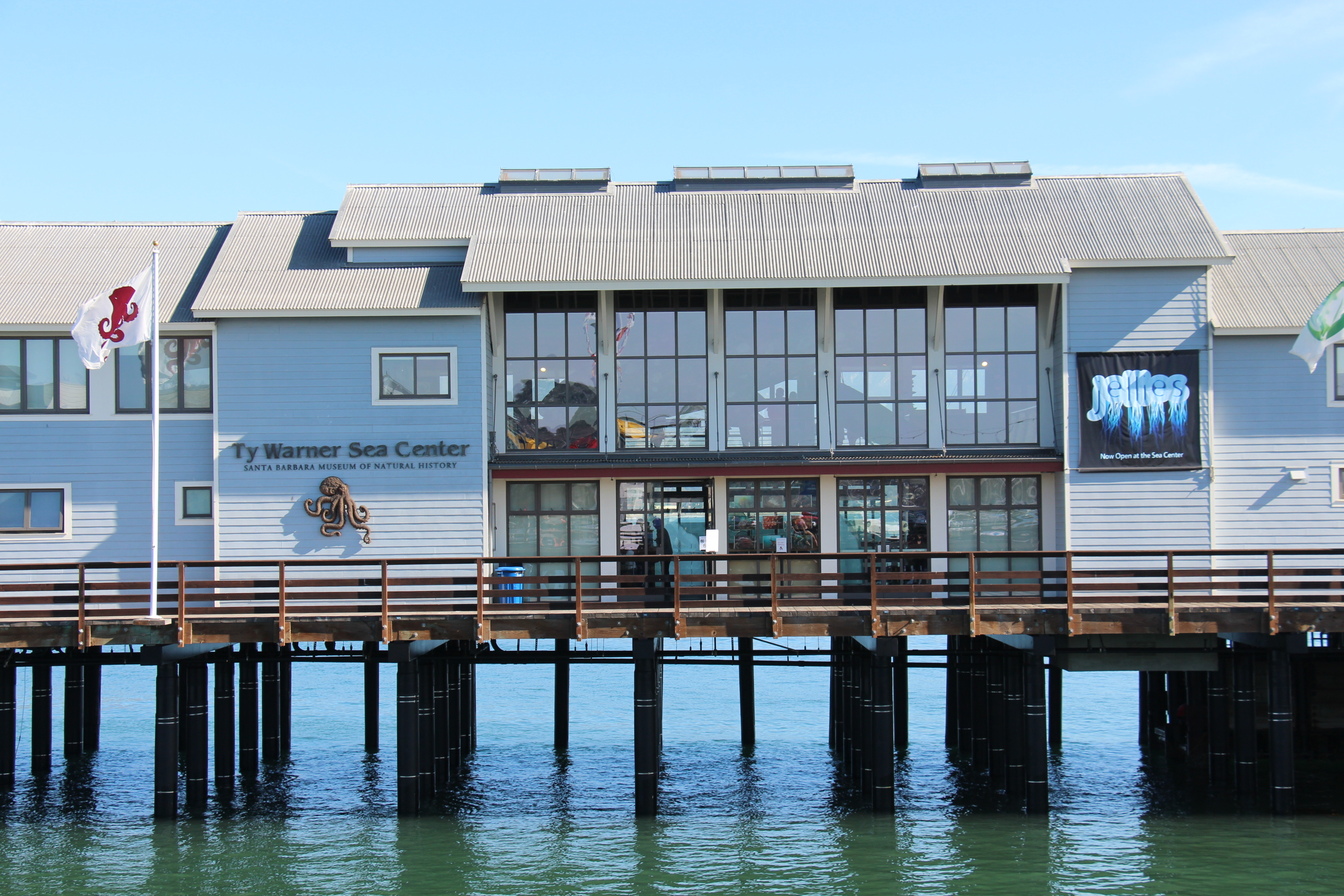
Le Ty Warner Sea Center, situé sur le Stearns Wharf à Santa Barbara, en Californie, exploité par le Santa Barbara Museum of Natural History.

Le Ty Warner Sea Center est un musée situé sur le Stearn's Wharf à Santa Barbara, en Californie. Il appartient au Muséum d'Histoire Naturelle de Santa Barbara.

## Expositions
Dans la section "Mer vivante" se trouve une mare résiduelle avec des vagues arrivant toutes les 60 secondes
Dans la partie "BioLab", on peut visualiser le cycle de vie des créatures marines, depuis le stade de larve jusqu'au stade adulte.
La "Mezzanine des Mammifères" permet de voir 36 espèces de mammifères visibles dans les eaux de Santa Barbara.